# Olympische Sommerspiele 1952/Teilnehmer (Ägypten)
| Gelbes Symbol für Goldmedaillen mit stilisierten Olympischen Ringen | Graues Symbol für Silbermedaillen mit stilisierten Olympischen Ringen | Braundes Symbol für Bronzemedaillen mit stilisierten Olympischen Ringen |
| ------------------------------------------------------------------- | --------------------------------------------------------------------- | ----------------------------------------------------------------------- |
| —                                                                   | —                                                                     | 1                                                                       |

Ägypten nahm an den Olympischen Sommerspielen 1952 in der finnischen Hauptstadt Helsinki mit 106 männlichen Sportlern an 65 Wettkämpfen in 14 Sportarten teil.
Seit 1912 war es die siebte Teilnahme eines ägyptischen Teams an Olympischen Sommerspielen.
Jüngster Athlet war der Wasserspringer Mohamed Fakhry Abbas (19 Jahre und 249 Tage), ältester Athlet der Fechter Farid Abou-Shadi (42 Jahre und 246 Tage).

## Medaillengewinner
Mit einer gewonnenen Bronzemedaille belegte das ägyptische Team Platz 40 im Medaillenspiegel.

### Bronze
| Abdel Aal Rashid | Ringen | Federgewicht |

## Teilnehmer nach Sportarten

### Basketball
- Youssef Abbas, Fouad Abdel Meguid El-Kheir, Youssef Abou Ouf, Mohamed Ali Ahmed El-Rashidy, Armand Catafago, George Chalhoub, Zaki Harari, Sami Mansour, Mohamed Medhat Bahgat, Hussain Montassir, Abdel Rahman Hafez Ismail, Raymond Sabounghi, Albert Tadros und Medhat Youssef Mohamed
Vorrunde, Gruppe C: zwei Siege – eine Niederlage, für die nächste Runde qualifiziert
64:45-Sieg gegen die Türkei
57:63-Niederlage gegen Kanada
66:62-Sieg gegen Italien
Hauptrunde, Gruppe D: ein Sieg – zwei Niederlagen, vier Punkte, 176:221 Punkte, Rang drei, nicht für das Viertelfinale qualifiziert
64:92-Niederlage gegen Frankreich
74:46-Niederlage gegen Chile
66:55-Sieg gegen Kuba
Rang neun

### Boxen
Bantamgewicht (bis 54 kg)
- Ibrahim Abdrabbou
Rang 9
1. Runde: Freilos
2. Runde: ausgeschieden gegen Vincenzo Dall’Osso aus Italien durch Punktrichterentscheidung (0:3)

Federgewicht (bis 57 kg)
- Salah El-Din Fatih
Rang 17
1. Runde: verloren gegen Leonard Walters aus Kanada durch Punktrichterentscheidung (0:3)

Leichtgewicht (bis 60 kg)
- Abdel Hamid El-Hamaky
Rang 17
1. Runde: ausgeschieden gegen Gheorghe Fiat aus Rumänien durch Punktrichterentscheidung (0:3)

Weltergewicht (bis 67 kg)
- Fathi Ali Abdel Rahman
Rang 17
1. Runde: Niederlage gegen George Issabeg aus dem Iran durch Disqualifikation

Mittelgewicht (bis 75 kg)
- Moustafa Fahim
Rang 17
1. Runde: ausgeschieden gegen Terry Gooding aus Großbritannien durch Punktrichterentscheidung (1:2)

Halbschwergewicht (bis 81 kg)
- Mohamed El-Minabawi
Rang 9
1. Runde: Freilos
2. Runde: Verloren gegen Gianbattista Alfonsetti aus Italien Disqualifikation

Schwergewicht (über 81 kg)
- Ahmed El-Minabawi
Rang 9
1. Runde: Freilos
2. Runde: Niederlage gegen Max Marsille aus Belgien durch Punktrichterentscheidung (0:3)

### Fechten
Florett Einzel
- Mohamed Ali Riad
Viertelfinale, Gruppe 3: vier Duelle gewonnen – zwei verloren, 21 Treffer erlitten, Rang 2, für das Halbfinale qualifiziert
Halbfinale, Gruppe 1: kein Duell gewonnen – fünf verloren, 25 Treffer erlitten, Rang 6, ausgeschieden
- Mahmoud Younes
Viertelfinale, Gruppe 2: vier Duelle gewonnen – zwei verloren, 20 Treffer erlitten, Rang 2, für das Halbfinale qualifiziert
Halbfinale, Gruppe 3: drei Duelle gewonnen – zwei verloren, 18 Treffer erlitten, Rang 3, für das Finale qualifiziert
Finale: vier Duelle gewonnen – vier verloren, 33 Treffer erlitten – 27 erzielt, Rang 6

Florett Mannschaft
- Osman Abdel Hafeez, Salah Dessouki, Mohamed Ali Riad, Hassan Tawfik, Mahmoud Younes und Mohamed Zulficar
Achtelfinale, Gruppe 2: 9:4-Sieg gegen die Sowjetunion
Viertelfinale, Gruppe 1: 9:1-Sieg gegen Schweden
Halbfinale, Gruppe 2: 9:7-Sieg gegen Argentinien
Finalrunde: 15:1-Niederlage gegen Frankreich und 6:9-Niederlage gegen Ungarn, Rang 4

Degen Einzel
- Mohamed Abdel Rahman
Achtelfinale, Gruppe 2: fünf Duelle gewonnen – zwei verloren, zehn Treffer erlitten, Rang 2, für das Viertelfinale qualifiziert
Viertelfinale, Gruppe 3: fünf Duelle gewonnen – drei verloren, 14 Treffer erlitten, Rang 1, für das Halbfinale qualifiziert
Halbfinale, Gruppe 2: vier Duelle gewonnen – fünf verloren, 19 Treffer erlitten, Rang 7, ausgeschieden

Degen Mannschaft
- Osman Abdel Hafeez, Fathallah Abdel Rahman, Salah Dessouki und Mahmoud Younes
Achtelfinale, Gruppe 6: 3:8-Niederlage gegen Frankreich und 6:8-Niederlage gegen Norwegen; Rang 3, nicht für das Viertelfinale qualifiziert

Säbel Einzel
- Fathallah Abdel Rahman
Achtelfinale, Gruppe 7: vier Duelle gewonnen – drei verloren, 25 Treffer erlitten, Rang 4, für das Viertelfinale qualifiziert
Viertelfinale, Gruppe 5: zwei Duelle gewonnen – vier verloren, 26 Treffer erlitten, Rang 5, ausgeschieden
- Farid Abou-Shadi
Achtelfinale, Gruppe 3: ein Duell gewonnen – fünf verloren, 28 Treffer erlitten, Rang 6, ausgeschieden

Säbel Mannschaft
- Fathallah Abdel Rahman, Farid Abou-Shadi, Salah Dessouki, Mahmoud Younes und Mohamed Zulficar
Achtelfinale, Gruppe 3: 9:1-Sieg gegen Australien
Viertelfinale, Gruppe 4: 6:10-Niederlage gegen Polen und 5:9-Niederlage gegen Belgien; Rang 3, nicht für das Halbfinale qualifiziert

### Fußball

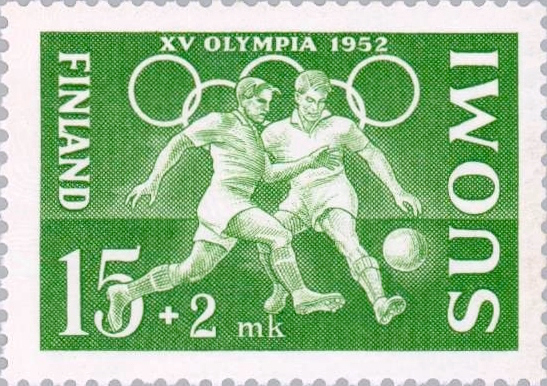
Finnische Briefmarke

- Hamza Ali, Hanafy Bastan, El-Sayed El-Dhizui, Kamal El-Far, Alaa El-Hamouly, Abdel Galil Hemueda, Mohamed Kabil, Ahmed Mekkawi, Moussa Mohamed, Sayed Mohamed, Ahmed Rashed und Fouad Sedki
Vorrunde: 5:4-Sieg gegen Chile
Tore: El-Sayed El-Dhizui (3:2 / 66 Min.; 4:2 / 75. Min.; 5:3 / 80. Min.), Kamal El-Far (1:2 / 27. Min.), Ahmed Mekkawi (2:2 / 43. Min.)
Achtelfinale: 1:3-Niederlage gegen Deutschland
Tor: El-Sayed El-Dhizui (1:3 / 64. Min.)
Rang 9

### Gewichtheben
Bantamgewicht (bis 56 kg)
- Kamal Mahmoud Mahgoub
Finale: 292,5 kg, Rang 5
Militärpresse: 75,0 kg, Rang 12
Reißen: 95,0 kg, Rang 2
Stoßen: 122,5 kg, Rang 2

Federgewicht (bis 60 kg)
- Said Gouda
Finale: 312,5 kg, Rang 5
Militärpresse: 85,0 kg, Rang 16
Reißen: 102,5 kg, Rang 3
Stoßen: 125,0 kg, Rang 4

Leichtgewicht (bis 67,5 kg)
- Abdel Khadr El-Sayed El-Touni
Finale: 342,5 kg, Rang 6
Militärpresse: 105,0 kg, Rang 1
Reißen: 107,5 kg, Rang 3
Stoßen: 130,0 kg, Rang 6

Mittelgewicht (bis 75 kg)
- Ismail Ragab
Finale: 382,5 kg, Rang 4
Militärpresse: 115,0 kg, Rang 3
Reißen: 117,5 kg, Rang 2
Stoßen: 150,0 kg, Rang 3

Halbschwergewicht (bis 82,5 kg)
- Mohamed Ali Abdel Kerim
Finale: 377,5 kg, Rang 9
Militärpresse: 105,0 kg, Rang 14
Reißen: 122,5 kg, Rang 4
Stoßen: 150,0 kg, Rang 8

Mittelschwergewicht (bis 90 kg)
- Mohamed Ibrahim Saleh
Finale: 397,5 kg, Rang 4
Militärpresse: 110,0 kg, Rang 8
Reißen: 125,0 kg, Rang 2
Stoßen: 162,5 kg, Rang 2

### Leichtathletik
100 m
- Fawzi Chaaban
Vorläufe: ausgeschieden in Lauf 9 (Rang 6), 11,4 s (handgestoppt), 11,51 s (automatisch gestoppt)
- Youssef Ali Omar
Vorläufe: ausgeschieden in Lauf 1 (Rang 6), 11,3 s (handgestoppt), 11,53 s (automatisch gestoppt)
- Emad El-Din Shafei
Vorläufe: ausgeschieden in Lauf 4 (Rang 4), 11,2 s (handgestoppt), 11,40 s (automatisch gestoppt)

200 m
- Fawzi Chaaban
Vorläufe: ausgeschieden in Lauf 5 (Rang 4), 22,7 s (handgestoppt), 22,90 s (automatisch gestoppt)
- Youssef Ali Omar
Vorläufe: ausgeschieden in Lauf 7 (Rang 4), 22,8 s (handgestoppt), 23,26 s (automatisch gestoppt)
- Emad El-Din Shafei
Vorläufe: ausgeschieden in Lauf 16 (Rang 3), 22,5 s (handgestoppt), 22,75 s (automatisch gestoppt)

1500 m
- William Fahmy Hanna
Vorläufe: ausgeschieden in Lauf 6 (Rang 9), 4:11,2 min

Marathon
- Hasan Abd al-Fattah
2:56:56,0 h, Rang 51

110 m Hürden
- Fouad Yazgi
Vorläufe: ausgeschieden in Lauf 2 (Rang 6), 16,1 s (handgestoppt), 16,26 s (automatisch gestoppt)

4 × 100 m Staffel
- Fawzi Chaaban, Youssef Ali Omar, Emad El-Din Shafei und Fouad Yazgi
Vorläufe: ausgeschieden in Lauf 1 (Rang 7), 42,9 s (handgestoppt), 43,02 s (automatisch gestoppt)

Hochsprung
- Emad El-Din Shafei
Qualifikation, Gruppe B: 1,70 m, Rang 17, Gesamtrang 36, nicht für das Finale qualifiziert
1,70 m: gültig, ein Fehlversuch
1,80 m: ungültig, drei Fehlversuche

Stabhochsprung
- Gamal El-Din El-Sherbini
Qualifikation, Gruppe A: 3,60 m, Rang zwölf, Gesamtrang 26, nicht für das Finale qualifiziert
3,60 m: gültig, zwei Fehlversuche
3,80 m: ungültig, drei Fehlversuche

Dreisprung
- Fawzi Chaaban
Qualifikation, Gruppe A: 13,45 m, Rang 19, Gesamtrang 34, nicht für das Finale qualifiziert
1. Sprung: 12,85 m
2. Sprung: ungültig
3. Sprung: 13,45 m

### Reiten
Springreiten Einzel
- Gamal El-Din Haress
Finale: 24,00 Strafpunkte, Rang 25
1. Runde: 8,00 Strafpunkte, Rang 12
2. Runde: 16,00 Strafpunkte, Rang 33
- Mohamed Khairy
Finale: 16,00 Strafpunkte, Rang 12
1. Runde: 8,00 Strafpunkte, Rang 12
2. Runde: 8,00 Strafpunkte, Rang 13
- Mohamed Selim Zaki
Finale: 40,25 Strafpunkte, Rang 41
1. Runde: 28,25 Strafpunkte, Rang 42
2. Runde: 12,00 Strafpunkte, Rang 25

Springreiten Mannschaft
- Gamal El-Din Haress, Mohamed Khairy und Mohamed Selim Zaki
Finale: 80,25 Strafpunkte, Rang 12
1. Runde: 44,25 Strafpunkte, Rang 12
2, Runde: 36,00 Strafpunkte, Rang 10

### Ringen

#### Freistil
Fliegengewicht (bis 52 kg)
- Mohamed Abdel Hamid El-Ward
ausgeschieden nach Runde 2 mit sechs Minuspunkten
1. Runde: Niederlage gegen Hugh Peery aus den Vereinigten Staaten (0:3), drei Minuspunkte
2. Runde: Schulterniederlage gegen Yūshū Kitano aus Japan, sechs Minuspunkte

Bantamgewicht (bis 57 kg)
- Sayed Hafez Shehata
ausgeschieden nach Runde 3 mit sechs Minuspunkten
1. Runde: Schultersieg gegen Oswaldo Johnston aus Guatemala, keine Minuspunkte
2. Runde: Niederlage gegen Eigil Johansen aus Schweden (0:3), drei Minuspunkte
3. Runde: gegen Mohammad Mehdi Yaghoubi aus dem Iran verloren (0:3), sechs Minuspunkte

Federgewicht (bis 62 kg)
- Abdel Fattah Essawi
ausgeschieden nach Runde 4 mit sechs Minuspunkten
1. Runde: Schulterniederlage gegen Ibrahim Dadashov aus der Sowjetunion, drei Minuspunkte
2. Runde: Schultersieg gegen Herbie Hall aus Großbritannien, drei Minuspunkte
3. Runde: Freilos, drei Minuspunkte
4. Runde: Niederlage gegen Nasser Givehchi aus dem Iran (1:2), sechs Minuspunkte

Leichtgewicht (bis 67 kg)
- Mohamed Badr
ausgeschieden nach Runde 2 mit sechs Minuspunkten
1. Runde: Niederlage gegen Jay Thomas Evans aus den Vereinigten Staaten (0:3), drei Minuspunkte
2. Runde: gegen Takeo Shimotori aus Japan verloren (0:3), sechs Minuspunkte
- Mohamed Hassan Moussa

Weltergewicht (bis 73 kg)
- ausgeschieden nach Runde 4 mit sechs Minuspunkten
1. Runde: Schultersieg gegen Jos De Jong aus Belgien, keine Minuspunkte
2. Runde: Schultersieg gegen Cyril Martin aus Südafrika, keine Minuspunkte
3. Runde: Schulterniederlage gegen Vladislav Sekal aus der Tschechoslowakei, drei Minuspunkte
4. Runde: Schulterniederlage gegen William Smith aus den Vereinigten Staaten, sechs Minuspunkte

Mittelgewicht (bis 79 kg)
- Mohamed Abdul Ramada Hussain
ausgeschieden nach Runde 3 mit sieben Minuspunkten
1. Runde: Schulterniederlage gegen Dan Hodge aus den Vereinigten Staaten, drei Minuspunkte
2. Runde: Sieg gegen André Brunaud aus Frankreich (3:0), vier Minuspunkte
3. Runde: Schulterniederlage gegen Dawit Zimakuridse aus der Sowjetunion, sieben Minuspunkte

#### Griechisch-römisch
Fliegengewicht (bis 52 kg)
- Mahmoud Omar Fawzy
ausgeschieden nach Runde 4 mit sechs Minuspunkten
1. Runde: Schultersieg gegen Frithjof Clausen aus Norwegen, keine Minuspunkte
2. Runde: Schulterniederlage gegen Ignazio Fabra aus Italien, drei Minuspunkte
3. Runde: Freilos, drei Minuspunkte
4. Runde: Niederlage gegen Leo Honkala aus Finnland (0:3), sechs Minuspunkte

Bantamgewicht (bis 57 kg)
- Mahmoud Hassan
ausgeschieden nach Runde 1 mit drei Minuspunkten
1. Runde: Niederlage gegen Imre Hódos aus Ungarn (0:3), drei Minuspunkte

Federgewicht (bis 62 kg)
- Abdel Aal Rashid
Rang 3 , fünf Minuspunkte
1. Runde: Schultersieg gegen Rolf Ellerbrock aus Deutschland, kein Minuspunkt
2. Runde: Sieg gegen Umberto Trippa aus Italien (2:1), ein Minuspunkt
3. Runde: gegen Erkki Talosela aus Finnland durchgesetzt (3:0), zwei Minuspunkte
4. Runde: Niederlage gegen Imre Polyák aus Ungarn (1:2), fünf Minuspunkte
5. Runde: Freilos
Finalrunde: Schulterniederlage gegen Jakow Grigorjewitsch Punkin aus der Sowjetunion

Leichtgewicht (bis 67 kg)
- Kamal Hussain
ausgeschieden nach Runde 3 mit fünf Minuspunkten
1. Runde: Sieg gegen Erich Schmidt aus dem Saarland (3:0), ein Minuspunkt
2. Runde: gegen Metty Scheitler aus Luxemburg durchgesetzt (3:0), zwei Minuspunkte
3. Runde: Niederlage gegen Gyula Tarr aus Ungarn (0:3), fünf Minuspunkte

Weltergewicht (bis 73 kg)
- Mohamed Ahmed Osman
ausgeschieden nach Runde 3 mit sechs Minuspunkten
1. Runde: Schultersieg gegen Jos De Jong aus Belgien, null Minuspunkte
2. Runde: Schulterniederlage gegen Miklós Szilvási aus Ungarn, drei Minuspunkte
3. Runde: Niederlage gegen René Chesneau aus Frankreich, sechs Minuspunkte

Mittelgewicht (bis 79 kg)
- Adel Ibrahim Moustafa
ausgeschieden nach Runde 2 mit sechs Minuspunkten
1. Runde: Niederlage gegen Ali Özdemir aus der Türkei (1:2), drei Minuspunkte
2. Runde: gegen Kalervo Rauhala aus Finnland verloren (0:3), sechs Minuspunkte

### Rudern
Einer
- Hussein El-Alfy
1. Runde: in Lauf 3 (Rang 4) gescheitert, 8:33,5 min
1. Runde, Hoffnungslauf: ausgeschieden in Lauf 1 (Rang 3), 8:07,1 min

Zweier mit Steuermann
- Mohamed Anwar, Albert Selim El-Mankabadi und Ali Tawfik Youssif
1. Runde: in Lauf 3 (Rang 4) gescheitert, 8:29,3 min
1. Runde, Hoffnungslauf: ausgeschieden in Lauf 1 (Rang 4), 8:21,4 min

Vierer mit Steuermann
- Ibrahim El-Attar, Mamdooh El-Attar, Albert Selim El-Mankabadi, Mohamed El-Sahrawi und Mohamed El-Sayed
1. Runde: in Lauf 2 (Rang 4) gescheitert, 7:52,8 min
1. Runde, Hoffnungslauf: ausgeschieden in Lauf 3 (Rang 3), 7:21,0 min

### Schießen
Kleinkaliber Dreistellungskampf
- Ahmed Hamdy
Finale: 1079 Punkte, 27 Volltreffer, Rang 40
kniend: 360 Punkte, Rang 37
liegend: 383 Punkte, Rang 40
stehend: 336 Punkte, Rang 39
- Antoine Shousha
Finale: 1060 Punkte, 20 Volltreffer, Rang 43
kniend: 340 Punkte, Rang 44
liegend: 393 Punkte, Rang 28
stehend: 327 Punkte, Rang 42

Kleinkaliber liegend
- Ahmed Hamdy
Finale: 383 Punkte, 16 Volltreffer, Rang 53
1. Runde: 98 Punkte, Rang 35
2. Runde: 95 Punkte, Rang 52
3. Runde: 95 Punkte, Rang 53
4. Runde: 95 Punkte, Rang 53
- Antoine Shousha
Finale: 393 Punkte, 15 Volltreffer, Rang 36
1. Runde: 097 Punkte, Rang 40
2. Runde: 099 Punkte, Rang 16
3. Runde: 100 Punkte, Rang 08
4. Runde: 097 Punkte, Rang 35

Freie Scheibenpistole
- Mohamed Ahmed Aly
Finale: 491 Punkte, Rang 45
1. Runde: 75 Punkte, Rang 46
2. Runde: 83 Punkte, Rang 33
3. Runde: 79 Punkte, Rang 47
4. Runde: 78 Punkte, Rang 48
5. Runde: 90 Punkte, Rang 08
6. Runde: 86 Punkte, Rang 35
- Antoine Shousha
Finale: 517 Punkte, Rang 28
1. Runde: 91 Punkte, Rang 05
2. Runde: 81 Punkte, Rang 42
3. Runde: 89 Punkte, Rang 13
4. Runde: 87 Punkte, Rang 16
5. Runde: 89 Punkte, Rang 18
6. Runde: 80 Punkte, Rang 44

Freies Gewehr Dreistellungskampf
- Saad El-Din El-Shorbagui
Finale: 941 Punkte, Rang 30
kniend: 321 Punkte, Rang 27
liegend: 369 Punkte, Rang 22
stehend: 251 Punkte, Rang 31
- Ahmed Hamdy
Finale: 1008 Punkte, Rang 23
kniend: 332 Punkte, Rang 25
liegend: 373 Punkte, Rang 17
stehend: 303 Punkte, Rang 23

Tontaubenschießen
- Youssef Fares
Finale: 181 Punkte, Rang 17
1. Runde: 87 Punkte, Rang 22
2. Runde: 94 Punkte, Rang 09
- Seifollah Ghaleb
Finale: 184 Punkte, Rang 12
1. Runde: 91 Punkte, Rang 14
2. Runde: 93 Punkte, Rang 14

### Schwimmen
100 m Freistil
- Dorri El-Said
Vorläufe: ausgeschieden in Lauf 7 (Rang 5), 1:02,3 min
- Abdel Aziz El-Shafei
Vorläufe: ausgeschieden in Lauf 5 (Rang 7), 1:02,0 min

200 m Brust
- Awad Moukhtar Halloudah
Vorläufe: ausgeschieden in Lauf 6 (Rang 7), 2:50,5 min

### Turnen
Einzelmehrkampf
- Ahmed Issam Allam
Finale: 97,20 Punkte (47,40 Punkte Pflicht – 49,80 Punkte Kür), Rang 126
Barren: 18,00 Punkte (9,10 Punkte Pflicht – 8,90 Punkte Kür), Rang 67
Bodenturnen: 16,45 Punkte (7,80 Punkte Pflicht – 8,65 Punkte Kür), Rang 122
Pferdsprung: 18,75 Punkte (9,35 Punkte Pflicht – 9,40 Punkte Kür), Rang 18
Reck: 17,70 Punkte (8,75 Punkte Pflicht – 8,95 Punkte Kür), Rang 70
Ringe: 18,05 Punkte (8,90 Punkte Pflicht – 9,15 Punkte Kür), Rang 67
Seitpferd: 8,25 Punkte (3,50 Punkte Pflicht – 4,75 Punkte Kür), Rang 182
- Ali Zaky Attia
Finale: 108,60 Punkte (53,05 Punkte Pflicht – 55,55 Punkte Kür), Rang 50
Barren: 18,80 Punkte (9,40 Punkte Pflicht – 9,40 Punkte Kür), Rang 21
Bodenturnen: 17,50 Punkte (8,25 Punkte Pflicht – 9,25 Punkte Kür), Rang 78
Pferdsprung: 18,45 Punkte (9,45 Punkte Pflicht – 9,00 Punkte Kür), Rang 40
Reck: 16,95 Punkte (7,65 Punkte Pflicht – 9,30 Punkte Kür), Rang 100
Ringe: 19,15 Punkte (9,45 Punkte Pflicht – 9,70 Punkte Kür), Rang sieben
Seitpferd: 17,75 Punkte (8,85 Punkte Pflicht – 8,90 Punkte Kür), Rang 57
- Ahmed Khalil El-Giddawi
Finale: 95,15 Punkte (46,65 Punkte Pflicht – 48,50 Punkte Kür), Rang 137
Barren: 16,40 Punkte (8,20 Punkte Pflicht – 8,20 Punkte Kür), Rang 136
Bodenturnen: 15,95 Punkte (8,25 Punkte Pflicht – 7,70 Punkte Kür), Rang 143
Pferdsprung: 17,50 Punkte (8,55 Punkte Pflicht – 8,95 Punkte Kür), Rang 120
Reck: 16,20 Punkte (7,70 Punkte Pflicht – 8,50 Punkte Kür), Rang 124
Ringe: 15,40 Punkte (7,70 Punkte Pflicht – 7,70 Punkte Kür), Rang 152
Seitpferd: 13,70 Punkte (6,25 Punkte Pflicht – 7,45 Punkte Kür), Rang 147
- Magdy Gheriani
Finale: 95,55 Punkte (44,30 Punkte Pflicht – 51,25 Punkte Kür), Rang 135
Barren: 17,75 Punkte (8,90 Punkte Pflicht – 8,85 Punkte Kür), Rang 87
Bodenturnen: 17,05 Punkte (8,45 Punkte Pflicht – 8,60 Punkte Kür), Rang 101
Pferdsprung: 18,05 Punkte (8,95 Punkte Pflicht – 9,10 Punkte Kür), Rang 87
Reck: 14,65 Punkte (6,40 Punkte Pflicht – 8,25 Punkte Kür), Rang 154
Ringe: 17,50 Punkte (8,60 Punkte Pflicht – 8,90 Punkte Kür), Rang 90
Seitpferd: 10,55 Punkte (3,00 Punkte Pflicht – 7,55 Punkte Kür), Rang 175
- Mohamed Sayed Hamdi
Finale: 88,70 Punkte (44,10 Punkte Pflicht – 44,60 Punkte Kür), Rang 159
Barren: 13,65 Punkte (8,65 Punkte Pflicht – 5,00 Punkte Kür), Rang 171
Bodenturnen: 14,45 Punkte (7,20 Punkte Pflicht – 7,25 Punkte Kür), Rang 168
Pferdsprung: 16,45 Punkte (7,75 Punkte Pflicht – 8,70 Punkte Kür), Rang 156
Reck: 16,25 Punkte (8,10 Punkte Pflicht – 8,15 Punkte Kür), Rang 122
Ringe: 14,55 Punkte (6,90 Punkte Pflicht – 7,65 Punkte Kür), Rang 166
Seitpferd: 13,35 Punkte (5,50 Punkte Pflicht – 7,85 Punkte Kür), Rang 152
- Mahmoud Mohamed Reda
Finale: 70,30 Punkte (35,00 Punkte Pflicht – 35,30 Punkte Kür), Rang 181
Barren: 9,50 Punkte (6,50 Punkte Pflicht – 3,00 Punkte Kür), Rang 180
Bodenturnen: 16,90 Punkte (8,40 Punkte Pflicht – 8,50 Punkte Kür), Rang 105
Pferdsprung: 16,30 Punkte (7,50 Punkte Pflicht – 8,80 Punkte Kür), Rang 159
Reck: 0,50 Punkte (0,50 Punkte Pflicht), Rang 185
Ringe: 11,00 Punkte (4,00 Punkte Pflicht – 7,00 Punkte Kür), Rang 179
Seitpferd: 16,10 Punkte (8,10 Punkte Pflicht – 8,00 Punkte Kür), Rang 106
- Mahmoud Safwat
Finale: 97,65 Punkte (47,45 Punkte Pflicht – 50,20 Punkte Kür), Rang 125
Barren: 15,80 Punkte (8,45 Punkte Pflicht – 7,35 Punkte Kür), Rang 149
Bodenturnen: 17,10 Punkte (8,35 Punkte Pflicht – 8,75 Punkte Kür), Rang 98
Pferdsprung: 18,60 Punkte (9,10 Punkte Pflicht – 9,50 Punkte Kür), Rang 28
Reck: 18,35 Punkte (9,25 Punkte Pflicht – 9,10 Punkte Kür), Rang 43
Ringe: 16,65 Punkte (7,80 Punkte Pflicht – 8,85 Punkte Kür), Rang 119
Seitpferd: 11,15 Punkte (4,50 Punkte Pflicht – 6,65 Punkte Kür), Rang 172
- Ragai Youssef
Finale: 90,70 Punkte (44,15 Punkte Pflicht – 46,55 Punkte Kür), Rang 154
Barren: 16,45 Punkte (8,55 Punkte Pflicht – 7,90 Punkte Kür), Rang 133
Bodenturnen: 13,25 Punkte (5,50 Punkte Pflicht – 7,75 Punkte Kür), Rang 176
Pferdsprung: 17,40 Punkte (8,75 Punkte Pflicht – 8,65 Punkte Kür), Rang 123
Reck: 13,85 Punkte (7,10 Punkte Pflicht – 6,75 Punkte Kür), Rang 161
Ringe: 13,00 Punkte (5,90 Punkte Pflicht – 7,10 Punkte Kür), Rang 175
Seitpferd: 16,75 Punkte (8,35 Punkte Pflicht – 8,40 Punkte Kür), Rang 92

Mannschaftsmehrkampf
- Ahmed Issam Allam, Ali Zaky Attia, Ahmed Khalil El-Giddawi, Magdy Gheriani, Mohamed Sayed Hamdi, Mahmoud Mohamed Reda, Mahmoud Safwat und Ragai Youssef
514,90 Punkte (252,85 Punkte Pflicht – 262,05 Punkte Kür), Rang 16

### Wasserball
- Omar Sabry Abbas, Galal El-Din Abdel Meguid Abou El-Kheir, Taha El-Gamal, Salah El-Din El-Sahrawi, Dorri El-Said, Abdel Aziz El-Shafei, Samir Ahmed Gharbo, Jack Hakim, Mohamed Abdel Aziz Khalifa und Ahmed Fouad Nessim
1. Qualifikationsrunde: 10:0-Sieg gegen Portugal, für die Vorrunde qualifiziert
Vorrunde, Gruppe B: zwei Punkte, 7:14 Tore, Rang 3, nicht für das Halbfinale qualifiziert
0:9-Niederlage gegen Ungarn
5:2-Sieg gegen Deutschland
2:3-Niederlage gegen die Sowjetunion
Rang 9

### Wasserspringen
Kunstspringen 3 Meter
- Ahmed Kamel Aly
Qualifikation: 62,95 Punkte, Rang 17, nicht für das Finale qualifiziert
1. Sprung: 08,55 Punkte, Rang 33
2. Sprung: 10,08 Punkte, Rang 16
3. Sprung: 12,73 Punkte, Rang 07
4. Sprung: 08,16 Punkte, Rang 22
5. Sprung: 13,11 Punkte, Rang 11
6. Sprung: 10,32 Punkte, Rang 24
- Ahmed Fathi Mohamed Hashad
Qualifikation: 50,04 Punkte, Rang 33, nicht für das Finale qualifiziert
1. Sprung: 03,90 Punkte, Rang 36
2. Sprung: 14,03 Punkte, Rang 02
3. Sprung: 03,12 Punkte, Rang 36
4. Sprung: 11,02 Punkte, Rang 08
5. Sprung: 08,25 Punkte, Rang 33
6. Sprung: 09,72 Punkte, Rang 25
- Kamal Ali Hassan
Qualifikation: 62,68 Punkte, Rang 18, nicht für das Finale qualifiziert
1. Sprung: 09,15 Punkte, Rang 26
2. Sprung: 08,50 Punkte, Rang 28
3. Sprung: 09,15 Punkte, Rang 30
4. Sprung: 09,50 Punkte, Rang 16
5. Sprung: 12,81 Punkte, Rang 13
6. Sprung: 13,57 Punkte, Rang 10

Turmspringen
- Mohamed Fakhry Abbas
Qualifikation: 62,92 Punkte, Rang 23, nicht für das Finale qualifiziert
1. Sprung: 09,76 Punkte, Rang 22
2. Sprung: 09,69 Punkte, Rang 24
3. Sprung: 11,59 Punkte, Rang 09
4. Sprung: 11,05 Punkte, Rang 12
5. Sprung: 09,24 Punkte, Rang 27
6. Sprung: 11,59 Punkte, Rang 20
- Ahmed Kamel Aly
Qualifikation: 66,19 Punkte, Rang 14, nicht für das Finale qualifiziert
1. Sprung: 12,06 Punkte, Rang 09
2. Sprung: 10,71 Punkte, Rang 21
3. Sprung: 08,80 Punkte, Rang 27
4. Sprung: 12,16 Punkte, Rang 04
5. Sprung: 13,92 Punkte, Rang 05
6. Sprung: 08,54 Punkte, Rang 28

Kamal Ali Hassan
- Qualifikation: 61,03 Punkte, Rang 25, nicht für das Finale qualifiziert
1. Sprung: 10,72 Punkte, Rang 16
2. Sprung: 09,18 Punkte, Rang 26
3. Sprung: 10,80 Punkte, Rang 16
4. Sprung: 11,22 Punkte, Rang 09
5. Sprung: 06,46 Punkte, Rang 30
6. Sprung: 12,65 Punkte, Rang 14